# ФК Форталеза
Спортски клуб Форталеза (порт. Fortaleza Esporte Clube) бразилски је фудбалски клуб из Форталезе који игра у Серији А Бразила. Клуб има и огранке који се баве другим спортовима као што су кошарка, рукомет и футсал.

## Трофеји
- Серија Б Бразила: 2018.
- Првенство Сеаре: 1920, 1921, 1923, 1924, 1926, 1927, 1928, 1933, 1934, 1937, 1938, 1946, 1947, 1949, 1953, 1954, 1959, 1960, 1964, 1965, 1967, 1969, 1973, 1974, 1982, 1983, 1985, 1987, 1991, 1992, 2000, 2001, 2003, 2004, 2005, 2007, 2008, 2009, 2010, 2015, 2016, 2019, 2020, 2021, 2022, 2023.